# Aphanisticus emarginatus
Aphanisticus emarginatus – gatunek chrząszcza z rodziny bogatkowatych i podrodziny Agrilinae. Zamieszkuje Europę, Zakaukazie i Afrykę Północną. Larwy przechodzą rozwój w sitach i ponikłach.

## Taksonomia
Gatunek ten opisany został po raz pierwszy w 1790 roku przez Guillaume’a-Antoine’a Oliviera pod nazwą Buprestis emarginatus. Przez dłuższy czas bywał traktowany jako odmiana Aphanisticus elongatus.

## Morfologia
Chrząszcz o wydłużonym ciele długości od 2,5 do 3,8 mm, smuklejszym niż u A. pusillus, ale tęższym niż u A. elongatus, od 3,8 do 4,2 raza dłuższym niż szerokim. Ubarwienie ma lśniąco czarne, czasem ze słabym połyskiem brązowym. Głowa ma bardzo silnie wykształconą pośrodkową bruzdę czołową, płytszą jednak niż u A. distinctus, nie dochodzącą do samego brzegu przedplecza, zaokrągloną na bocznych brzegach. Małe oczy umieszczone są na przedniej powierzchni. Skronie są mocniej uwypuklone niż u A. distinctus. Czułki zwieńczone są czteroczłonowymi, ząbkowanymi buławkami. Przedplecze jest szersze niż dłuższe, wyraźniej niż u A. elongatus sercowate, najszersze w przedniej ⅓. Na powierzchni ma wyraźne poprzeczne bruzdy i garbki, a przed podstawą wgłębienie połączone z bruzdą środkową. Rowki boczne ma szersze niż u A. elongatus. Pokrywy na powierzchni mają podłużne szeregi punktów.

## Biologia i ekologia
Owad ten zasiedla mokradła, pobrzeża stawów, skarpy rowów i inne stanowiska wilgotne. Postacie dorosłe zimują w glebie, ściółce i pod kamieniami. Stają się aktywne wczesną wiosną. W okresie wczesnowiosennym bywają znajdywane w napływkach popowodziowych. Na roślinach znajdywane są od kwietnia. Rozwój larw ma miejsce od maja do początku lipca. Osobniki dorosłe nowego pokolenia obserwuje się od lipca do września.
Jest wąskim polifagiem. Roślinami żywicielskimi larw są ponikło błotne, sit członowaty, sit ostrokwiatowy, sit rozpierzchły, sit skupiony, sit ściśniony i sit tępokwiatowy. Jaja składane są w uszkach, rzadziej w pochwach liściowych lub na łodygach. Każde jajo zabezpieczane jest wydzieliną, tworzącą skórzastą czapeczkę o lśniąco czarnej barwie. Larwa jest endofagiem. Początkowo drąży wąski, spiralny chodnik położony płytko, pod oskórkiem. Później chodnik jest prosty, biegnie ku podstawie rośliny i osiąga około 1 mm szerokości. W miejscach, w których larwa linieje, chodnik wchodzi głębiej w tkankę rośliny. W końcowym odcinku korytarz odgina się ku górze i tam rozszerza w komorę, w której następuje przepoczwarczenie. Cały chodnik osiąga od 35 do 50 cm długości. Wypełniony jest odchodami, początkowo drobnoziarnistymi, dalej coraz grubszymi.

## Rozprzestrzenienie i zagrożenie
Gatunek palearktyczny, znany z Portugalii, Hiszpanii, Wielkiej Brytanii, Francji, Belgii, Holandii, Luksemburga, Szwajcarii, Austrii, Włoch, Czech, Węgier, Ukrainy, Rumunii, Bułgarii, Chorwacji, Bośni i Hercegowiny, Serbii, Czarnogóry, Albanii, Grecji, europejskich części Rosji i Turcji, Zakaukazia oraz Afryki Północnej.
W Polsce znany jest z nielicznych, głównie XIX-wiecznych doniesień. Na „Czerwonej liście zwierząt ginących i zagrożonych w Polsce” umieszczony został jako gatunek o niedostatecznie rozpoznanym statusie (DD). Z kolei na  „Czerwonej liście gatunków zagrożonych Republiki Czeskiej” umieszczony jest jako gatunek krytycznie zagrożony wymarciem (CR).